# Émeutes de Derry (2018)
Les émeutes de Derry en 2018 sont des troubles civils se déroulant à Londonderry, dans la province d'Irlande du Nord, durant une semaine à partir du 8 juillet 2018, à l'occasion de la marche orangiste prévue en lien avec la fête nationale du 12 juillet. 

## Contexte et faits
Il s'agit d'événements en lien avec l'organisation d'une marche orangiste, pour commémorer la bataille de la Boyne. Il s'agit de la première marche prévue à Derry depuis cinq ans. Les violences commencent avant la marche elle-même et la ville connaît six nuits d'émeutes consécutives, principalement dans le quartier républicain du Bogside. Le pic des émeutes a lieu le durant la nuit du 12 au 13 juillet. Le service de police d'Irlande du Nord (PSNI) accuse le groupe républicain Nouvelle IRA d'avoir tenté de tuer des policiers. Les policiers anti-émeute tirent des balles en caoutchouc, tandis qu'au moins 70 cocktails Molotov sont lancées sur eux.

## Réactions et condamnations
Les émeutes sont condamnées par les principaux responsables politiques de la province, notamment la dirigeante du Sinn Féin, Mary Lou McDonald, qui participe à un rassemblement intitulé « Not in our name » (Pas en notre nom). Doug Beattie, député du parti unioniste d'Ulster accuse les émeutiers républicains d'utiliser des enfants pour créer de l'agitation et critique la réponse apportée par la police.
Le 13 juillet, deux attaques distinctes avec des bombes artisanales visent les domiciles situés dans l'ouest de Belfast de Gerry Adams et de Bobby Storey, un ancien membre de l'IRA provisoire. Ces attaques ne font que des dommages matériels. Adams indique cependant que ses deux petits-enfants se tenaient à la porte dix minutes avant l'explosion, à 22h50,. Les attentats ne sont pas revendiqués, mais les déclarations ultérieures, tant du Sinn Féin que de Mary Lou McDonald, indiquent que les auteurs présumés sont des dissidents républicains.
Le 20 juillet, la Nouvelle IRA revendique les attaques à la bombe et armes à feu qui ont visé la police lors des troubles à Derry.